# Красносільська сільська рада (Гощанський район)
Красносі́льська сільська́ ра́да — орган місцевого самоврядування в Гощанському районі Рівненської області. Адміністративний центр — село Красносілля.

## Загальні відомості
- Красносільська сільська рада утворена в 1939 році.
- Територія ради: 23,206 км²
- Населення ради: 1 446 осіб (станом на 2001 рік)
- Територією ради протікає річка Горинь.

## Населені пункти
Сільській раді підпорядковані населені пункти:
- с. Красносілля
- с. Витків
- с. Чудниця

## Склад ради
Рада складається з 16 депутатів та голови.
- Голова ради: Гуменюк Надія Миколаївна
- Секретар ради: Доля Ольга Ростиславівна

### Керівний склад попередніх скликань
| ПІБ                                 | Основні відомості                                            | Дата обрання | Дата звільнення |
| ----------------------------------- | ------------------------------------------------------------ | ------------ | --------------- |
| Стичаковський Олександр Георгійович | Сільський голова, 1958 року народження, член Народної партії | 26.03.2006   | 31.10.2010      |
| Гуменюк Надія Миколаївна            | Сільський голова, 1960 року народження                       | 31.10.2010   |                 |

Примітка: таблиця складена за даними сайту Верховної Ради України